# Эпиграмма
Эпигра́мма (др.-греч. ἐπίγραμμα «надпись») — небольшое сатирическое стихотворение, высмеивающее какое-либо лицо или общественное явление.

## В античной поэзии
В античную эпоху эпиграммой называлась посвятительная надпись на изваяниях, алтарях и других предметах, посвящаемых богам, и на надгробиях (см. эпитафия). Постепенно формировались тематические разновидности эпиграмм: сентенциозно-дидактических, описательных, любовных, застольных, сатирических, торжественных. От эпических форм поэзии эпиграмму отличала краткость и ярко выраженное субъективное отношение к событию или факту. Писалась эпиграмма элегическим дистихом, позднее ямбом и другими размерами.
В форме эпиграмм выражались размышления Платона, Сафо писала эпиграммы о горечи ранней утраты, Анакреонт — о веселье на пиру. К мастерам эпиграмм относят Симонида Кеосского, Асклепиада, Мелеагра. Расцветом эпиграммы в греческой литературе было творчество эллинистических поэтов III века до н. э. — I века н. э. (составившее ядро так называемой «Палатинской антологии» в 15 книгах), в римской — сатирическое творчество Марциала (I век н. э.).
Традиции античной эпиграммы продолжались в византийской и латинской литературе Средних веков и Ренессанса, позднее возрождались изредка («Венецианские эпиграммы» Иоганн Гёте).
В античной поэзии эпиграммы делятся исследователями на следующие типы:
- anathematika — посвятительные
- epitymbia — надгробные
- epideiktika — описательные
- protreptika — поощрительные
- erotika — любовные
- sympotika — застольные
- skoptika — насмешливые

## В новой европейской поэзии
Эпиграммы Марциала были тематически близки сатирам Ювенала. К наследию Марциала восходит современное понимание эпиграммы как короткого насмешливого стихотворения, обычно построенного на контрасте постепенной экспозиции и неожиданного завершения, заключительной «остроты» (пуант). Такого рода эпиграмма сложилась во французской поэзии XVI—XVII веков. Тогда же появились маротические эпиграммы, введенные Клеманом Маро — эпиграммы в виде сжатого живого рассказа, о которых позднее упоминал А. С. Пушкин. Временем расцвета эпиграммы в европейской литературе считается XVIII век (Вольтер и Жан Батист Руссо во Франции, Готхольд Лессинг в Германии, Джон Оуэн в Великобритании, Александр Сумароков в России). Параллельно развивалась эпиграмма, представляющая собой непосредственный отклик на злободневные события, часто политические. Помимо названных, к мастерам острых сатирических эпиграмм относят Жан де Лафонтена и Понс-Дени Лебрена во Франции, Роберт Бёрнса в Англии, Генрих Гейне в Германии.
Так известна эпиграмма Бёрнса на некоего плохого поэта. Вот она в переводе Маршака:
О ты, кого поэзия изгнала,

Кто в нашей прозе места не нашёл.

Ты слышишь крик поэта Марциала:

«Разбой! Грабеж! Меня он перевёл!»

## В русской поэзии
Эпиграммы писали уже Симеон Полоцкий и Феофан Прокопович; сатирические эпиграммы, оригинальные и переложения, принадлежат Антиоху Кантемиру, во второй половине XVIII века — Василий Тредиаковский, Михаил Ломоносов, Александр Сумароков и другие поэты. У Николая Карамзина и его последователей (Василия Жуковского, Василия Пушкина) эпиграмма приобрела салонный характер и сблизилась с разновидностями альбомных стихов.

Когда любовь без ног? Как надобно идти
От друга милого, сказав ему: «Прости!»
Н. М. Карамзин. Ноги.

В XIX веке эпиграммы выступали не только средством обличения пороков и человеческих слабостей, но и орудием литературной и общественно-политической борьбы. Среди выдающихся эпиграмматистов первых трёх десятилетий XIX века — Александр Пушкин, Сергей Соболевский, Евгений Баратынский, Пётр Вяземский. Александру Пушкину, например, принадлежат как сатирические эпиграммы (на Алексея Аракчеева, Фаддея Булгарина, Александра Голицына), так и эпиграммы, продолжающие древнегреческую традицию («Движение», «Любопытный»).

Полу-милорд, полу-купец,
Полу-мудрец, полу-невежда,
Полу-подлец, но есть надежда,
Что будет полным наконец.
А. С. Пушкин. На М. С. Воронцова.

В Академии наук
Заседает князь Дундук.
Говорят, не подобает
Дундуку такая честь;
Почему ж он заседает?
Потому что ж… есть.
(Или: Потому что есть чем сесть.)
А. С. Пушкин. На Дондукова-Корсакова.

К середине XIX века эпиграмма традиционного типа отступает на второй план, сатирическая злободневная эпиграмма переживает подъём (В. С. Курочкин, Д. Д. Минаев, М. Л. Михайлов, Н. А. Некрасов). Эпиграммы писались многими другими выдающимися (Ф. И. Тютчев, А. А. Фет, А. Н. Апухтин) и второстепенными поэтами, единичные эпиграммы написаны некоторыми прозаиками (Ф. М. Достоевский, Н. С. Лесков).
В советской поэзии к эпиграмме обращались В. В. Маяковский, Демьян Бедный, А. Г. Архангельский, С. Я. Маршак и многие другие поэты.